# Site archéologique de la cime de la Tournerie
Le site archéologique de la cime de la Tournerie est un site situé dans Mercantour au lieu-dit la Parao, à Roubion, dans les Alpes-Maritimes.

## Histoire
Le site est un sanctuaire gaulois de l'âge du fer (Ve siècle av. J.-C. - IIIe siècle av. J.-C.), découvert en 1996 par Jean Latour.
Des fouilles archéologiques sont menées depuis 2013 en collaboration avec la Direction Régionale des Affaires Culturelles.
Le site est inscrit au titre des monuments historiques, depuis le 15 octobre 2020.